# Tony Jantschke
Tony Jantschke (Hoyerswerda, 7 aprile 1990) è un ex calciatore tedesco, di ruolo difensore.

## Carriera

### Club
Dopo essere passato nelle giovanili del Borussia Möenchengladbach nel 2006, fa il suo esordio in prima squadra e in massima serie nel 2008. Con la squadra del Basso Reno esordirà anche nelle coppe europee.
Dopo alcune stagioni costellate da vari infortuni, il 30 aprile 2024, dopo ben 18 anni trascorsi nelle trafile del 'Gladbach, annuncia il suo ritiro dal calcio giocato.

### Nazionale
Ha giocato numerose partite con le varie nazionali giovanili tedesche.